# Paepalanthus roraimensis
Paepalanthus roraimensis är en gräsväxtart som beskrevs av Harold Norman Moldenke. Paepalanthus roraimensis ingår i släktet Paepalanthus och familjen Eriocaulaceae. Inga underarter finns listade i Catalogue of Life.